# Marie-Anne Paulze Lavoisier
Marie-Anne Pierette Paulze Lavoisier (20. ledna 1758, Montbrison – 10. února 1836, Paříž) byla francouzská šlechtična, editorka, překladatelka a ilustrátorka vědeckých prací a manželka Antoine Lavoisiera.

## Život

### Dětství
Marie-Anne Pierette Paulze se narodila v Montbrisonu, Loire rodičům Jacquesu a Claudine Paulzeovým. Byla jejich jedinou dcerou ze čtyř dětí. Její otec Jacques pracoval pro ferme générale, společnost specializující se na výběr daní pro krále. Matka zemřela, když Marii byly pouhé tři roky. Nedlouho poté byla poslána do klášterní školy. Ve třinácti letech se vrátila zpátky domů, jelikož otec byl přinucen jeho nadřízeným Abbé Terrayem zařídit sňatek mezi Marií a hrabětem d'Amervalem. Hrabě měl finanční problémy, které by přiženění do rodiny Paulzeů vyřešilo. Byl ovšem o 36 let starší jak Marie a ta tuto nabídku odmítla. Jelikož tento domluvený sňatek byl přáním vedoucího otce, strachoval se o práci. Nechtěl Marii provdat proti její vůli, tak to vyřešil domluvením zásnub mezi Marií a Antoine Lavoisierem. Jejich zásnuby byly oznámeny v listopadu a Terray jim i přes své zklamání zamluvil soukromou kapli. Vzali se 16. prosince 1771.

### Život s Antoine Lavoisierem
Šlo sice o sňatek domluvený, ale i tak Marie a Antoine měli spoustu společného. Hráli spolu deskové hry a Marie se natolik nadchla pro Antoineovu vědeckou činnost, že se začala chemii učit, aby mu mohla pomáhat. Učil ji Jean-Baptiste Bucquet, Lavoisierův kolega z Francouzské akademie věd. Bucquet a Lavoisier poté dle zkušenost s výukou Marie pracovali na knize týkající se toho, jak nejlépe učit chemii. Nebyla ovšem dokončena. Lavoisier ji pro změnu učil používat vědecké nástroje a seznámil ji s němčinou a latinou, jazyky vědecké komunity. Aby se mohli s manželem více zapojit do mezinárodní vědecké komunity, naučila se anglicky. Filozof Jean-Hyacinth de Magellan ji ve svém dopise z roku 1775 určeném Lavoisierovi označil za „filozofickou manželku.“ Mimo vědy se učila i kresbě pod Jacquesem-Louisem Davidem.
Jejich manželství stálo na stabilním finančním základu. Jako věno dostávali během 6 let 80 000 liver a Lavoisier dostal 420 000 liver od svých rodičů jako předčasné dědictví. Také dědili po Lavoisierových tetách. Jako svatební dar dostali pařížský dům, v jehož patře si zřídili laboratoř.

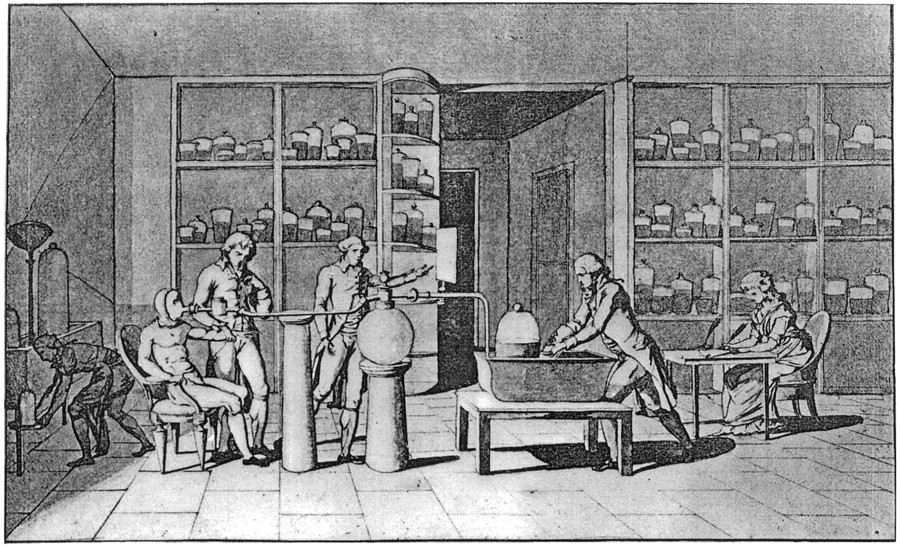
Náčrtek z experimentu ohledně dýchání. Marie Lavoisier stranou u stolu zaznamenává pozorování.

Jakožto Lavoisierova pravá ruka rozvrhovala jejich společný pracovní čas. O všedních dnech v laboratoři pracovali 6:00 – 9:00 a 19:00 – 21:00. V sobotu pracovali od rána do poledne a odpoledne se věnovali teoretickým diskusím. Starala se o zapisování jejich experimentálních pozorování a vytvářela ilustrace rozličných aparatur. Její kvalitní a detailní kresby a mědiryty v Traité élémentaire de chimie z roku 1789 umožnili jiným vědcům jejich experimenty replikovat. Tato kniha byla první učebnicí moderní chemie, která zavedla novou definici prvku, obsahovala shrnutí 23 do té doby známých prvků, popsala funkci nových aparatur a jejich součástek a také obsahovala nové chemické názvosloví. Pro každý experiment Marie vytvořila schéma, která byla podepsána „Paulze Lavoisier sculpsit“ (řezba Paulze Lavoisier).
Marie se starala o propagaci Lavoisierova výzkumu v mezinárodní komunitě. Editovala jeho publikace, přidávala anotace a komentáře a významné chemické práce překládala do francouzštiny. V roce 1788 přeložila práce Henryho Cavendishe, Josepha Priestleyho a také An essay on phlogiston, and the constitution of acids Richarda Kirwana. Tento překlad byl významný, jelikož umožnil Lavoisierovi si tuto esej o flogistonu přečíst a sekci po sekci ji vyvrátil. Díky její znalosti angličtiny mohli vyjednávat s Priestleym o popisu kyslíku.
V dubnu 1775, po korunovaci Ludvíka XVI. Lavoisier získal post ve výboru pro střelný prach jako jeden ze čtyř ředitelů. Díky tomu získali nový dům a laboratoř. V říjnu 1786 se Marie účastnila exkurze s Lavoisierem a kolegy za novým druhem střelného prachu. To ukazuje, že ve vědecké činnosti byla Lavoisierovi aktivním společníkem.

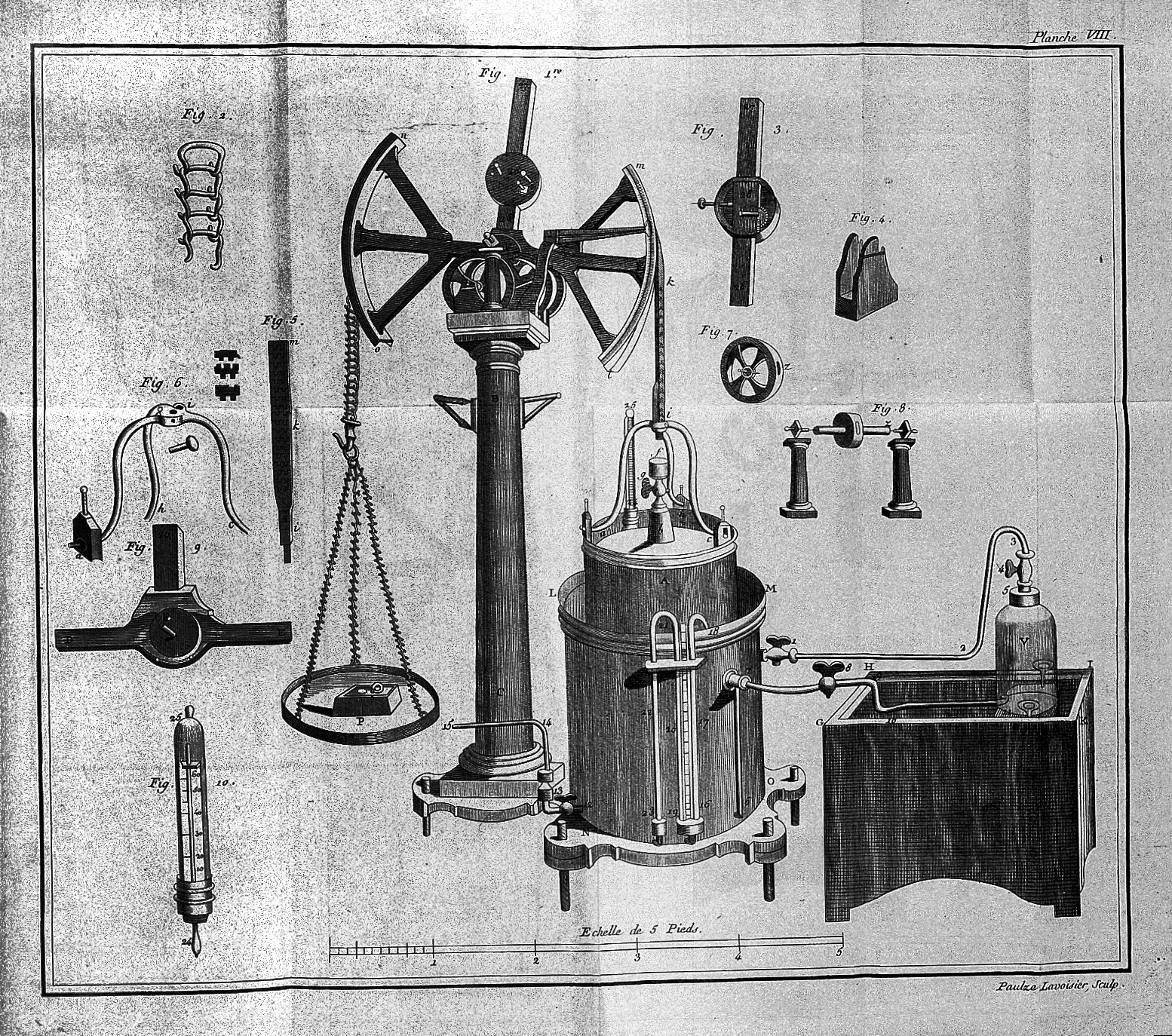
Ilustrace z Traité Élémentaire de Chimie s Mariiným podpisem vpravo dole.

Významná byla i Mariina role jako hostitelky. Lavoisier měl spoustu vlivných kontaktů díky svému členství v Akademii věd, ovšem Marie svými večírky tyto kontakty udržovala. Jejích oslav se účastnil právě Priestley, díky čemuž s experimenty s kyslíkem Lavoisierové začali. Mezi dalšími hosty byl třeba Benjamin Franklin, James Watt či Arthur Young, který Marii označil za vynikající kuchařku a hostitelku, ale jejich rozhovor ho zaujal nejvíce.
Během revoluce byli Lavoisierové vykázáni ze svého domu a Lavoisier přišel o post ve výboru. Malíř Jacques-Louis David nevystavoval jejich portréty, jelikož měli moc blízko starému režimu. Práce vědců byla revolucionáři ukončena. Marie se musela nedobrovolně účastnit pochodu na Versailles. Její vůz byl na cestě za manželem přepaden skupinou žen, které ji vyndaly a vzaly s sebou. Ferme générale bylo obviněno z loajality ke starému režimu a tím pádem i Mariin otec a Lavoisier. Lavoisier se obhajoval tím, že pracuje jako vědec a s výběrem daní nemá roky nic společného. I přes Mariinu žádost široké vědecké komunitě nikdo nepřispěchal Lavoisierovi pomoci.
Zatykač na Lavoisiera byl vydán 24. listopadu 1793. Marně se pokoušel o útěk. 8. května 1794 byl popraven. Sama Marie byla zadržena a 65 dní strávila v Bastile. Majetek Lavoisierů byl zkonfiskován, ale nakonec se Marii podařilo jej získat zpět, včetně Lavoisierových deníků.
Lavoisier plánoval vydat sérii Memoires de Chimie, memoárů o provedených experimentech s kolegou Armandem Séguinem. Marie tyto memoáry vydala posmrtně. Předmluvu ke knihám měl napsat Séguin, ale nepohodli se s Marií, a tak ji napsala sama. Jelikož v ní obviňovala mnohé muže z neochoty zachránit Lavoisiera, dílo bylo veřejností odsouzeno. O tisk knih se musela postarat sama. Výsledek nebyl příliš kvalitní a výtisky rozdala knihovnám a významným vědcům. Druhý výtisk memoárů již Mariinu předmluvu neměl.

### Druhé manželství
V listopadu 1801 se Marie seznámila s Benjaminem Thompsonem, hrabětem Rumfordem. Marie se mu zalíbila, viděl ji jako atraktivní, nezávislou a velice chytrou a informovanou ženu. Jelikož nebyl francouzským občanem, měli zpočátku vzdálený vztah. Marii se ovšem povedlo přesvědčit vládu o povolení k pobytu pro Thompsona. V roce 1805 se vzali. Marie se nevzdala příjmení svého prvního manžela. Chtěla, aby byla oslovována „Madame Lavoisier de Rumford.“
Jejich manželství vydrželo pouhé čtyři roky. Byli příliš rozdílní – Marie byla společenská a vlídná, Thompson se raději stranil a byl příliš arogantní. Marie ráda konverzovala o různých tématech a Thompsona zajímala zejména fyzika. Chtěl pracovat sám, bez Mariiny pomoci. I tak jej Marie obhajovala, když byl obviněn z plagiátorství.
Hádky mezi Thompsonem a Marií byli časem stále větší a veřejnější. Thompson jednou nechtěl nechat Marii pořádat oslavu, tak zavřel brány a schoval klíč. Marie hosty bavila i přes zavřenou bránu a poté se pomstila zalitím jeho květin vroucí vodou. Marie se nakonec snažila přesvědčit i císaře, aby Thompsona vyhostil ze země.
Po rozvodu byl Thompson vyplacen a Marie si nechala dům. I přes jejich nepřátelství Marie zůstala v blízkém kontaktu s Thompsonovou dcerou Sarah.
O konci Mariina života toho není moc známo, kromě toho že pokračovala v pořádání oslav pro vlivné hosty. Vědeckých experimentů zanechala a věnovala se filantropii. Zemřela roku 1836 ve věku 78 let.